# Campo Alegre (Santa Catarina)
Campo Alegre is een gemeente in de Braziliaanse deelstaat Santa Catarina. De gemeente telt 11.713 inwoners (schatting 2009).

## Aangrenzende gemeenten
De gemeente grenst aan Garuva, Jaraguá do Sul, Joinville, São Bento do Sul, Agudos do Sul (PR), Piên (PR) en Tijucas do Sul (PR).